# مقاومت چنددارویی
مقاومت چنددارویی (MDR)، مقاومت چندگانهٔ دارویی یا مقاومت چندگانه، مقاومت دارویی است که توسط یک گونه از میکروارگانیسم‌ها به دست‌کم یک داروی ضدمیکروبی در سه یا بیشتر از سه دستهٔ ضدمیکروبی نشان داده می‌شود. دسته‌های ضدمیکروبی، دسته‌بندی عوامل ضدمیکروبی بر پایهٔ نحوهٔ عملکرد آن‌ها و مختص ارگانیسم‌های هدف هستند. مهم‌ترین دستهٔ میکروب‌های دارای مقاومت چنددارویی که بیشتر تهدیدکنندهٔ سلامت عمومی هستند، باکتری‌های مقاوم به چند دارو هستند که در برابر چندین آنتی‌بیوتیک مقاومت می‌کنند. سایر دسته‌ها شامل ویروس‌ها و انگل‌های مقاوم به چند دارو هستند که در برابر داروهای ضدقارچ، ضدویروس و ضدانگل گوناگون، مقاومت دارند.

## میکروب‌های رایج مقاوم به چند دارو (MDROs)
میکروب‌های رایج مقاوم به چند دارو، (معمولاً باکتری‌ها)، عبارت‌اند از:
- انتروکوک‌های مقاوم به وانکومایسین (VRE)
- استافیلوکوکوس اورئوس مقاوم به متی‌سیلین (MRSA)
- باکتری‌های گرم-منفی تولیدکنندهٔ بتالاکتاماز با طیف گسترده (ESBLs)
- کلبسیلا پنومونیه کارباپنماز (KPC) تولیدکنندهٔ گرم منفی
- باکتری‌های میله‌ای گرم منفی مقاوم به چند دارو (MDR GNR) باکتری‌های MDRGN مانند گونه‌های انتروباکتر، اشریشیا کلی، کلبسیلا پنومونیه، اسینتوباکتر بومانی و سودوموناس آئروژینوزا
- سل مقاوم به چند دارو

گروهی از باکتری‌های گرم مثبت و گرم منفی با اهمیت اخیر که با دستهٔ MDR GN همپوشانی دارند، گروه ESKAPE نام‌گذاری شده‌اند (انتروکوک فاسیوم، استافیلوکوک اورئوس , کلبسیلا پنومونیه، اسینتوباکتر بومانی، سودوموناس آئروژینوزا).

## مقاومت باکتری‌ها به آنتی‌بیوتیک‌ها
میکروارگانیسم‌های مختلف، هزاران سال به‌دلیل توانایی خود در سازگاری با عوامل ضدمیکروبی زنده مانده‌اند. آن‌ها این کار را از طریق جهش خودبه‌خودی یا با انتقال دی‌اِن‌اِی انجام می‌دهند. این فرایند، برخی از باکتری‌ها را قادر می‌سازد تا با عملکرد برخی از آنتی‌بیوتیک‌ها مقابله کنند و آنتی‌بیوتیک‌ها را بی‌اثر کنند. این میکروارگانیسم‌ها مکانیسم‌های مختلفی را برای دستیابی به مقاومت چنددارویی به‌کار می‌گیرند:
- عدم اتکا به دیوارهٔ سلولی گلیکوپروتئینی[نیازمند منبع]
- غیرفعال‌سازی آنزیمی آنتی‌بیوتیک‌ها[۶]
- کاهش نفوذپذیری دیوارهٔ سلولی به آنتی‌بیوتیک‌ها[۷]
- تغییر مکان‌های هدف آنتی‌بیوتیک[۸]
- مکانیسم‌های جریان خارج‌سازی (Efflux) برای حذف آنتی‌بیوتیک‌ها[۹]
- افزایش نرخ جهش به‌عنوان یک پاسخ استرس[۱۰]

بسیاری از باکتری‌های مختلف در حال حاضر مقاومت چنددارویی از خود نشان می‌دهند، از جمله استافیلوکوک‌ها، انتروکوک‌ها، گونوکوک‌ها، استرپتوکوک‌ها، سالمونلا و همچنین بسیاری دیگر از باکتری‌های گرم-منفی و مایکوباکتریوم توبرکلوزیس. باکتری‌های مقاوم به آنتی‌بیوتیک، قادر به انتقال نسخه‌هایی از دی‌ان‌ای هستند که مکانیسم مقاومت در برابر سایر باکتری‌ها را حتی در فاصله‌ای دور با آن‌ها کُد می‌کنند، که سپس می‌توانند ژن‌های مقاومت را منتقل کنند و در نتیجه نسل‌هایی از باکتری‌های مقاوم به آنتی‌بیوتیک تولید می‌شوند. این انتقال اولیهٔ دی‌ان‌ای، انتقال افقی ژن نامیده می‌شود.

## مقاومت باکتریایی در برابر باکتریوفاژها
انواع باکتری‌های مقاوم به فاژ در مطالعات انسانی مشاهده شده‌اند. در مورد آنتی‌بیوتیک‌ها، انتقال افقی مقاومت فاژی را می‌توان با اکتساب پلاسمید به‌دست‌آورد.

## مقاومت ضدقارچی
مخمرهایی مانند گونه‌های کاندیدا می‌توانند تحت درمان طولانی‌مدت با آزول مقاوم شوند و نیاز به درمان با کلاس دارویی متفاوتی دارند. عفونت لومنتوسپورا پرولیفیکانس به‌دلیل مقاومت در برابر عوامل ضدقارچی متعدد، اغلب کشنده است.

## مقاومت ضدویروسی
HIV نمونهٔ بارز مقاومت چنددارویی در برابر داروهای ضدویروس است، زیرا در درمان تک‌دارویی به‌سرعت جهش می‌یابد. ویروس آنفولانزا به‌طور فزاینده‌ای به مقاومت چنددارویی دست یافته‌است. ابتدا به آمانتادین‌ها، سپس به مهارکننده‌های نورآمینیداز مانند اوسلتامیویر، (در سال‌های ۲۰۰۸ تا ۲۰۰۹، ۹۸٫۵ درصد از آنفولانزای A مقاوم در برابر آزمایش شده‌است)، همچنین در افراد با دستگاه ایمنی ضعیف رایج تر است. سیتومگالوویروس تحت درمان می‌تواند به گانسیکلوویر و فسکارنت مقاوم شود، به‌ویژه در بیماران مبتلا به سرکوب دستگاه ایمنی. ویروس هرپس سیمپلکس به ندرت به داروهای آسیکلوویر مقاوم می‌شود. مقاومت آن بیشتر در بیماران مبتلا به سرکوب دستگاه ایمنی و به شکل مقاومت متقاطع به فامسیکلوویر و والاسیکلوویر رخ می‌دهد.

## مقاومت ضدانگلی
نمونهٔ بارز مقاومت در برابر داروهای ضدانگل، مالاریا است. انگل عامل مالاریا، "پلاسمودیوم ویواکس" چند دهه پیش به کلروکین و سولفادوکسین/پیریمتامین مقاوم شده‌است و از سال ۲۰۱۲ پلاسمودیوم فالسیپاروم مقاوم به آرتمیزینین در غرب کامبوج و غرب تایلند ظهور کرده‌است. توکسوپلاسما گوندی همچنین می‌تواند به آرتمیزینین، آتوواکون و سولفادیازین مقاوم شود، اما معمولاً MDR نیست. مقاومت ضدکرم عمدتاً در منابع دامپزشکی گزارش شده‌است.

## جلوگیری از ظهور مقاومت ضدمیکروبی
برای محدود کردن توسعهٔ مقاومت ضدمیکروبی، راهبردهایی پیشنهاد شده‌اند:
- از داروهای ضدمیکروب مناسب برای عفونت استفاده شود و برای عفونت‌های ویروسی از آنتی‌بیوتیک‌های ضدباکتری استفاده نشود.
- هر زمان که ممکن است، جاندارِ عامل بیماری شناسایی شود.
- به‌جای تکیه بر داروی ضدمیکروبی با طیف گسترده، ضدمیکروبی انتخاب شود که میکروبی ویژه را هدف قرار می‌دهد.
- دورهٔ مناسب درمان ضدمیکروبی کامل شود. (نه خیلی کوتاه و نه خیلی طولانی)
- از دوز صحیح برای ریشه‌کنی عامل بیماری‌زا استفاده شود.
- آموزش کامل‌تر به تجویزکنندگان دارو و مردم و آشنا کردن جوامع، در مورد پیامدهای اقدامات آن‌ها در سطح جهانی.

جامعهٔ پزشکی به آموزش تجویزکنندگان خود و خودتنظیمی در قالب توسل به سرپرستی داوطلبانهٔ ضدمیکروبی متکی است که در بیمارستان‌ها ممکن است به شکل یک برنامهٔ نظارت ضدمیکروبی باشد. استدلال شده‌است که بسته به شرایط فرهنگی، دولت می‌تواند به آموزش مردم در مورد اهمیت استفادهٔ محدود از آنتی‌بیوتیک‌ها برای استفادهٔ بالینی انسان کمک کند، اما برخلاف مواد مخدر، در حال حاضر هیچ قانونی در مورد استفاده از آنتی‌بیوتیک‌ها در هیچ‌کجای جهان وجود ندارد. برای مثال در دانمارک، استفاده از آنتی‌بیوتیک برای درمان جانورانی که برای مصرف خوراکی انسان پرورش یافته‌اند با موفقیت، محدود یا تنظیم شده‌است.
پیشگیری از عفونت کارآمدترین راهبرد برای پیشگیری از آلودگی با میکروب‌های مقاوم در بیمارستان است، زیرا در مورد عفونت‌های مقاوم، جایگزین‌های درمانی اندکی برای آنتی‌بیوتیک‌ها وجود دارد. اگر عفونت موضعی باشد، می‌توان اقدام به برداشتن آن کرد، اما در مورد عفونت سیستمیک تنها اقدامات عمومی مانند تقویت دستگاه ایمنی با ایمونوگلوبولین‌ها ممکن است امکان‌پذیر باشد. استفاده از باکتریوفاژها (ویروس‌هایی که باکتری‌ها را از بین می‌برند) حوزه‌ای در حال توسعه از درمان‌های میکروبیِ ممکن است.
اکنون راهبردهای درمانی جدید مانند درمان با پرتو فرابنفش و استفاده از باکتریوفاژها برای پیشگیری از ایجاد و گسترش میکروب‌های مقاوم، در حال آزمایش هستند اما این پژوهش‌ها همچنان نیاز به توجه، حمایت و منابع بیشتری دارند.